# Doktor Spánek od Stephena Kinga
Doktor Spánek od Stephena Kinga (v anglickém originále Doctor Sleep) je americký nadpřirozený filmový horor z roku 2019, který napsal, režíroval a sestříhal Mike Flanagan. Jedná se o filmovou adaptaci románu Stephena Kinga z roku 2013 a slouží jako pokračování filmu Osvícení (1980). Ve filmu hrají Ewan McGregor, Rebecca Ferguson, Kyliegh Curran a Cliff Curtis.

## Synopse
Dan Torrance (Ewan McGregor), muž se zvláštními schopnostmi a problémy s alkoholem, se potýká s traumatem z dětství způsobeným hrůzami v hotelu Overlook.

## Obsazení
| Ewan McGregor    | Dan Torrance   |
| Rebecca Ferguson | Rose the Hat   |
| Kyliegh Curran   | Abra Stone     |
| Carl Lumbly      | Dick Hallorann |
| Emily Alyn Lind  | Snakebite Andi |

## Vývoj a produkce
Společnost Warner Bros. Pictures začala připravovat filmovou adaptaci krátce po vydání novely Doktor Spánek v roce 2013. Scenárista a producent Akiva Goldsman napsal scénář, ale studio na film získalo rozpočet až po kasovním úspěchu hororu To z roku 2017, který byl rovněž natočen podle Kingova románu. Flanagan byl najat, aby Goldsmanův scénář přepsal a film režíroval. Uvedl, že chtěl sladit rozdíly mezi románem Osvícení a filmem.
Natáčení začalo v září 2018 v Georgii, včetně Atlanty a okolí, a skončilo v prosinci téhož roku.

## Vydání a ohlasy
Světová premiéra filmu proběhla 21. října 2019 v divadle Regency Village v Los Angeles a do kin byl uveden 31. října 2019 po celém světě a 8. listopadu ve Spojených státech.
Film získal vesměs pozitivní recenze od kritiků, kteří chválili režii, scénář a výkony herců (zejména McGregora, Fergusonové a Curranové), ale kritizovali jeho délku.
Celosvětový výdělek 72,4 milionu dolarů byl považován za zklamání ve srovnání s dalšími knižními adaptacemi uvedenými v témže roce 2019, jednalo se o filmy To Kapitola 2 a Řbitov zviřátek.